# Прозоровское сельское поселение (Ярославская область)
Прозоровское сельское поселение — муниципальное образование в Брейтовском районе Ярославской области России. 
Административный центр — село Прозорово.

## История
Прозоровское сельское поселение образовано 1 января 2005 года в соответствии с законом Ярославской области № 65-з от 21 декабря 2004 года «О наименованиях, границах и статусе муниципальных образований Ярославской области». Границы Прозоровского сельского поселения установлены в административных границах Прозоровского, Сутковского и Филимоновского сельских округов.

## Население
| 2007  | 2010  | 2011  | 2012  | 2013  | 2014  | 2015  |
| ----- | ----- | ----- | ----- | ----- | ----- | ----- |
| 1723  | ↘1188 | ↘1185 | ↘1156 | ↘1130 | ↘1111 | ↘1072 |
| 2016  | 2017  | 2018  | 2019  | 2020  | 2021  |       |
| ↘1046 | ↘998  | ↘954  | ↘934  | ↘874  | ↘744  |       |

## Состав сельского поселения
В состав сельского поселения (образованного в границах 3 сельских округов: Прозоровского, Сутковского и Филимоновского) входят 47 населённых пунктов. 
| №  | Населённый пункт | Тип населённого пункта       | Население | Сельский округ |
| -- | ---------------- | ---------------------------- | --------- | -------------- |
| 1  | Абросово         | деревня                      | ↘3        | Сутковский     |
| 2  | Александровка    | деревня                      | →0        | Филимоновский  |
| 3  | Барыгино         | деревня                      | ↘3        | Филимоновский  |
| 4  | Борисовка        | деревня                      | ↘4        | Филимоновский  |
| 5  | Брилино          | деревня                      | ↘11       | Сутковский     |
| 6  | Вертлюгово       | деревня                      | ↘18       | Филимоновский  |
| 7  | Верхняя Ветка    | деревня                      | →1        | Филимоновский  |
| 8  | Волково          | деревня                      | ↘0        | Сутковский     |
| 9  | Горинское        | село                         | ↘35       | Прозоровский   |
| 10 | Горка            | деревня                      | →2        | Филимоновский  |
| 11 | Григорьево       | деревня                      | ↘0        | Сутковский     |
| 12 | Гришино          | деревня                      | ↘8        | Филимоновский  |
| 13 | Дорки            | деревня                      | ↘9        | Филимоновский  |
| 14 | Дубровка         | деревня                      | ↘6        | Сутковский     |
| 15 | Живетьево        | деревня                      | ↘19       | Прозоровский   |
| 16 | Иванцево         | деревня                      | ↘8        | Прозоровский   |
| 17 | Карповское       | деревня                      | →0        | Филимоновский  |
| 18 | Киселево         | деревня                      | ↘14       | Филимоновский  |
| 19 | Клычево          | деревня                      | ↗1        | Сутковский     |
| 20 | Косково          | село                         | ↘58       | Филимоновский  |
| 21 | Кривцово         | деревня                      | ↘49       | Прозоровский   |
| 22 | Куфтырево        | деревня                      | ↘48       | Филимоновский  |
| 23 | Лискино          | деревня                      | ↘40       | Сутковский     |
| 24 | Лукино           | деревня                      | ↘15       | Сутковский     |
| 25 | Мусино           | деревня                      | ↘32       | Филимоновский  |
| 26 | Нивищи           | деревня                      | ↘8        | Сутковский     |
| 27 | Никольское       | деревня                      | ↘5        | Филимоновский  |
| 28 | Орлово           | село                         | ↘10       | Сутковский     |
| 29 | Петровское       | деревня                      | ↘8        | Прозоровский   |
| 30 | Подольское       | деревня                      | ↘3        | Сутковский     |
| 31 | Прозорово        | село, административный центр | ↘327      | Прозоровский   |
| 32 | Промежки         | деревня                      | ↘18       | Сутковский     |
| 33 | Редемское        | деревня                      | ↘15       | Прозоровский   |
| 34 | Рогозино         | деревня                      | ↘7        | Прозоровский   |
| 35 | Самоседово       | деревня                      | ↘4        | Сутковский     |
| 36 | Сарабуха         | деревня                      | ↘9        | Прозоровский   |
| 37 | Себельское       | деревня                      | ↘37       | Прозоровский   |
| 38 | Середка          | деревня                      | →2        | Филимоновский  |
| 39 | Скоркино         | деревня                      | ↘2        | Сутковский     |
| 40 | Суминское        | деревня                      | ↘65       | Прозоровский   |
| 41 | Сутка            | село                         | ↘165      | Сутковский     |
| 42 | Третьячиха       | деревня                      | →0        | Прозоровский   |
| 43 | Филимоново       | деревня                      | ↘41       | Филимоновский  |
| 44 | Холопово         | деревня                      | ↘70       | Прозоровский   |
| 45 | Чурилово         | деревня                      | ↗4        | Прозоровский   |
| 46 | Яковлево         | деревня                      | →0        | Сутковский     |
| 47 | Ясная Поляна     | деревня                      | ↘4        | Прозоровский   |

Законом Ярославской области от 12 ноября 2019 года была упразднена деревня Арцыбашево Прозоровского сельского округа.